# التسمم بالزنك
التسمم بالزنك هي حالة تسمم بسبب فرط الزنك بالجسم، ويمكن أن يؤدي فرط امتصاص الزنك من الأمعاء إلى منع امتصاص النحاس والحديد. ويعتبر أيون الزنك الحر في المحاليل شديد السمية للبكتيريا والنباتات واللافقاريات وحتى الأسماك الفقارية. والزنك هو فلز نزر أساسي منخفض السمية جدًا عند البشر.  

## العلامات والأعراض
يتبع تناول جرعات الزنك العالية حدوث غثيان وقيء وألم وتشنجات وإسهال. أحيانا يحدث نقص في النحاس وتغيرات في مستويات البروتين الدهني في الدم، وزيادة مستويات البروتين الدهني منخفض الكثافة، وانخفاض مستويات البروتين الدهني عالي الكثافة عند تناول 100 مج زنك يوميا لمدة طويلة. (الكمية الغذائية اليومية المرجعية للزنك هي 15 مج يوميا) هناك أيضًا حالة تسمى حمى أدخنة المعادن التي يمكن أن تحدث نتيجة استنشاق أكسيد الزنك الحديث المتكون أثناء لحام المواد المجلفنة. 

## مستويات عالية من تناوله من قبل البشر
استخدم الزنك بشكل علاجي بجرعات تصل إلى 150مج يوميا لمدة أشهر، وأحيانا لسنوات، وفي حالة واحدة وصلت الجرعة إلى 2000 مج يوميا لمدة أشهر.     وقد تم الإبلاغ عن انخفاض في مستويات النحاس وتغيرات في مكونات الدم. لكنها هذه التغييرات رجعت لطبيعتها تمامًا بعد التوقف عن تناول الزنك.
استخدام الزنك بشكل شائع على شكل أقراص استحلاب غلوكونات الزنك أو خلات الزنك لعلاج نزلات البرد.
وعلى عكس الحديد فإن إخراج الزنك من الجسم يعتمد على التركيز.

## التشخبص
تُقاس نسبة الزنك في الدم بعدد من الطرق منها مطيافية الانبعاث الذري للبلازما المقترنة بالحث، التي تُستخدم لتحديد وجود الزنك في عينات الدم والأنسجة والبول، ويصل حد اكتشاف الزنك في الدم إلى 1 ميكروجرام وفي الأنسجة إلى 0.2 ميكروجرام وفي البول إلى 0.1 ميكروجرام.

## العلاج
علاج سمية الزنك يعتمد على وقف تناول الزنك والتعرض له، ولا يوجد ترياق متاح لحالات التسمم بالزنك.

## أنظر أيضا
- نقص الزنك